# Флаг Торжка
Флаг муниципального образования город Торжо́к Тверской области" Российской Федерации является символом его общественно-исторического и административного статуса наряду с гербом.
Флаг утверждён 23 июня 1998 года и внесён в Государственный геральдический регистр Российской Федерации с присвоением регистрационного номера 418.

## Описание
«Флаг города Торжка представляет собой прямоугольное лазоревое (синее, голубое) полотнище, воспроизводящее композицию гербового щита. Пропорции полотнища 2:3».
Геральдическое описание герба города Торжка гласит: «…в лазоревом (синем, голубом) поле шесть голубей, три — золотые и три — серебряные; все с червлёными (красными) ошейниками в виде лент, расположенные в двух вертикальных рядах в шахматном порядке, начиная с золотого».
Допускается использование флага в виде вымпела. Флаг, используемый в виде вымпела, имеет пропорции 2 (по горизонтали):3 (по вертикали). Полотнище флага-вымпела завершается двумя косицами. Длина косиц входит в длину полотнища по вертикали. Отношение длины косиц к длине полотнища 1:3.

## Символика
В основу флага муниципального образования город Торжок положен исторический герб города Торжка, Высочайше утверждённого 10 (21) октября 1780 года вместе с другими гербами городов Тверского наместничества: «Город Торжок имеет старой герб: в голубом поле три серебряные и три золотые голубя, имеющие красные ошейники».

## Знамя
Знамя города представляет собой прямоугольное полотнище лазоревого (синего, голубого) цвета с изображением с одной стороны знамени герба города с надписью «Торжок», с другой — изображён силуэт Борисоглебского монастыря золотистого цвета. Отношение ширины знамени к его длине 2:3. Знамя города устанавливается и хранится в служебном кабинете Главы города. При проведении церемоний и других торжественных мероприятий, знамя города переносится в место их проведения.